# William Eggleston
William Eggleston (Memphis, 27 de julio de 1939) es un importante fotógrafo estadounidense muy conocido por lograr el reconocimiento de la fotografía en color como modo de expresión digno de exponerse en las galerías de arte. 
Nació en Memphis aunque creció en Sumner en el estado de Misisipi, sus intereses en la infancia se dirigían hacia el dibujo, el piano y la electrónica. Con quince años ingresó en el internado Webb School en Tennessee que en 1954 disponía de una enseñanza tradicional que concedía poca importancia a las actividades artísticas. Al abandonar el colegio se va a la Universidad Vanderbilt en donde compró una cámara y comenzó a tomar fotografías en blanco y negro, pero un año después se fue a la Universidad de Misisipi en Oxford.
En sus primeros trabajos fotográficos estuvo influido por Robert Frank y por el libro El momento decisivo escrito por Henri Cartier-Bresson. Aunque comenzó trabajando en blanco y negro, en 1965 empezó a experimentar con la fotografía en color; su trabajo parece haberse desarrollado con cierto aislamiento de los ambientes fotográficos, cuando en 1969 conoció a John Szarkowski a éste le llamó tanto la atención su trabajo que llegó a proponer la compra de alguna de sus fotos al comité fotográfico del museo de Arte Moderno de Nueva York. En 1970 su amigo William Christenberry le presentó a Walter Hopps que era el director de la Galería Corcoran de Washington que consideró muy novedoso el trabajo de Eggleston.
Entre 1973 y 1974 estuvo enseñando en Harvard y descubrió el proceso conocido como Dye-transfer a través de un anuncio de laboratorios fotográficos, al llamar su atención se dirigió al laboratorio con el fin de averiguar cómo era el procedimiento y quedó impresionado por la saturación de colores y las calidades de las tintas. Una de sus obras más conocidas realizadas por este procedimiento se titula The Red Ceiling, que también es conocida como Greenwood, Mississippi, 1973, y Eggleston la considera una de sus mejores obras.
En 1976 realizó una exposición en el MOMA compuesta de 75 fotografías y que causó escándalo. En esa época conoció a Viva (Janet Susan Mary Hoffmann) que era una superstar de Andy Warhol, con la que mantuvo una larga relación. Este hecho supuso que frecuentase los ambientes del arte pop y según Mark Holborn que le ayudase a difundir su concepto de que cualquier cosa queda representada del mismo modo por la óptica de la cámara, conocido como Democratic Camera, que también ha sido el título dado a la más importante exposición retrospectiva realizada sobre su trabajo. 
Un ejemplo de esta concepción de la fotografía se puede reconocer en su obra The Democratic Forest en la que como señala Eudora Welty en la introducción del libro, podemos encontrarnos objetos muy diversos: neumáticos viejos, acondicionadores de aire desechados, máquinas expendedoras de Coca Cola, carteles rotos, postes de electricidad, barricadas en las calles, señales de desvío, señales de prohibido aparcar, parquímetros y palmeras; mientras que cualquier espectador que se guiase por el título esperaría encontrar imágenes limpias de árboles y corrientes de agua. Eggleston considera esta obra como un proyecto de gran importancia y se trata de un recorrido que comienza con una fotografía de nubes tomada en Mayflower County, finalizando con otra nocturna en Saint Louis. También publicó otro trabajo titulado Kiss Me Kracow basado en un viaje por Europa con fotografías realizadas en Berlín, Viena, Salzburgo o Graz; y otro sobre Egipto.
En 1998 recibió el premio internacional de la Fundación Hasselblad y en 2004 recibió el premio PHotoEspaña Baume et Mercier. En agosto de 2005 se estrenó una película documental llamada William Eggleston in the Real World.